# Brynhildr in the Darkness
Brynhildr in the Darkness (極黒のブリュンヒルデ, Gokukoku no Burinhirude) est un manga écrit et dessiné par Lynn Okamoto. Il est prépublié entre janvier 2012 et mars 2016 dans le magazine Weekly Young Jump de l'éditeur Shūeisha et est compilé en un total de dix-huit tomes. La version française est éditée par Delcourt Tonkam depuis septembre 2013.
Une adaptation en série télévisée d'animation produite par le studio Arms Corporation a été diffusée entre avril et juin 2014. Dans les pays francophones, elle est diffusée en streaming sur Anime Digital Network et à la télévision sur J-One. L'édition DVD est, quant à elle, disponible chez l'éditeur Kazé.

## Synopsis
Lorsqu'il était jeune, Ryôta Murakami était ami avec Kuroneko, une fille de son âge, qui croyait en l'existence des extraterrestres. Voyant Ryôta sceptique, Kuroneko décide de trouver un moyen de la lui prouver, mais un accident tragique se produit : Ryôta est gravement blessé tandis que Kuroneko meurt.
Désormais lycéen, Ryôta n'arrive pas à oublier son amie d'enfance. Afin de tenir sa promesse de prouver l'existence des extraterrestres, il s'inscrit au club d'astronomie de son lycée. Un jour, une jeune fille nommée Kuroha Neko, ressemblant exactement à son amie d'enfance, débarque dans sa classe. Cependant, la jeune fille lui affirme qu'elle ne le connait pas, et lui révèle qu'un accident au cours duquel il va mourir est sur le point de se produire.

## Personnages

### Club d'astronomie
Ryôta Murakami (村上 良太, Murakami Ryōta)
Il est le héros de l'anime. Enfant, il avait une amie qui se nommait Kuroneko mais celle-ci est morte à la suite d'un accident en voulant montrer à Ryôta un extraterrestre. Après cet accident et la mort de son amie, celui-ci va décider de prouver leur existence pour honorer sa mémoire et il devient passionné d'astronomie et président du club d'astronomie de son lycée. Il n'a aucun pouvoir mais il a une excellente mémoire dit "mémoire photographique", qui lui permet de ne jamais oublier ce qu'il voit. Cela l'aide grandement au cours de l'histoire pour sauver la vie de ses amies.
Neko Kuroha (黒羽 寧子, Kuroha Neko)
Personnage principal féminin de l'histoire. Neko est une magicienne de rang B qui s'est échappée du centre au début de l'histoire. Elle est également vice-président du Club d'astronomie et la personne dont Ryôta est amoureux. Son matricule est le 7620.
On découvre plus tard qu'elle était une ancienne Valkyrie aux côtés de Mako Fujisaki, mais elle perdit sa mémoire en même temps que son ancienne force.
- Destruction : Elle a le pouvoir de faire exploser n'importe quel objet. Elle perd une partie de sa mémoire à chaque utilisation. Elle s'en sert souvent involontairement après une vive émotion (spécialement quand Kazumi la taquine en parlant de relations intimes).
- Accumulation : Quand elle touche une personne, elle peut concentrer et augmenter sa force à un point de son corps.

Kana Tachibana (橘　佳奈, Tachibana Kana)
Kana est une magicienne de rang B qui s'est échappée avec Kuroha Neko au début de l'histoire. Elle vit avec elle et les autres magiciennes dans l'observatoire. Dans le processus pour devenir une magicienne, elle a été paralysée. Elle ne peut ni boire, ni manger mais elle peut digérer ce qu'elle avale. Elle est capable de bouger sa main gauche. Comme elle ne peut pas parler, Kana utilise un dispositif qui synthétise sa voix.
- Prémonitions : Son pouvoir est de prédire la mort des gens, dans une période de quelques secondes à plusieurs jours d'avance. Elle ne peut prédire que les morts violentes, et principalement lorsque la victime est près d'elle ou fait partie de son entourage. Ses visions peuvent être déjouées si l'on tente quelque chose pour les empêcher. Quand le bouton en haut de son harnais est activé, son pouvoir de prémonition disparait, mais elle peut retrouver l'usage de son corps et peut de nouveau se mouvoir comme elle le souhaite.

Kazumi Schlierenzauer (カズミ シュリーレンツァウアー, Kazumi Shurīrentsauā)
Kazumi est une magicienne de rang B. Son matricule est le 2670. Elle est membre du Club d'Astronomie. Elle est qualifiée de « planche à pain » par Ryôta à cause de sa petite poitrine. Kazumi est amoureuse de ce dernier et devient de plus en plus directe avec lui, notamment depuis l’arrivée d'Hatsuna.
- Technopathie : Ses pouvoirs sont concentrés sur le travail avec les ordinateurs en les hackant. Elle peut aussi prendre le contrôle de n'importe quel système ou réseau informatique depuis un ordinateur.

Kotori Takatori (鷹鳥 小鳥, Takatori Kotori)
Kotori est une magicienne de rang AA+. Son numéro est le 1107. Elle est membre du Club d'Astronomie. Elle s'est aussi enfuie du laboratoire. Plus tard, on découvrira qu'elle possède en réalité un grand pouvoir.
- Transfert : Son pouvoir est de permuter de place avec une personne. Elle doit voir sa cible pour utiliser son pouvoir et elle ne peut s'en servir lorsqu'elle porte des lunettes de soleil.

Hatsuna Wakabayashi (若林 初菜, Wakabayashi Hatsuna)
Hatsuna est une magicienne de rang B qui est une vieille connaissance de Neko, Kana et Kazumi. Elle est d'abord présentée en compagnie d'une humaine mais se fait très vite tuer par Valkyria, avant de ressusciter, provoquant la panique et la fuite de son amie humaine. Depuis lors, elle se méfie des humains.
Elle rejoint l'observatoire peu après que le club se soit fait attaquer par Valkyria. Plus tard, elle jauge la confiance de Murakami en tombant d'un poste d'observation, et ce dernier parvient à la sauver bien qu'il ait failli y laisser la vie. Elle éprouve depuis une certaine attirance pour lui, et n’hésite pas à le montrer de manière franche.
- Régénération : Hatsuna se régénère automatiquement à la moindre blessure, même mortelle. Le seul moyen de la tuer est d’éjecter son harnais, mais elle peut mourir par manque de gélules.

### Centre Vingulf
Il s'agit du centre dans lequel sont créées les magiciennes. Sa localisation est inconnue. Ce centre semble posséder une technologie avancée (suffisamment pour contenir l'évasion de magiciennes par la force) et travaille dans l'ombre d'une organisation secrète qui surveille de près ses activités. Ce centre possède un cadavre d'extraterrestre pour créer ses magiciennes.
Les magiciennes du centre possèdent toutes un pouvoir surnaturel et sont classées en rangs (C, B, A, AA, AAA et S) qui déterminent leur puissance. Elles ont cependant deux contraintes : Pour survivre, les magiciennes doivent consommer une gélule par jour. De plus, si elles utilisent leur pouvoir trop souvent, elles passent en position « stop ». Certaines magiciennes peuvent posséder deux pouvoirs (voire plus).
Elles possèdent également un harnais implanté dans leur moelle épinière au niveau de leur nuque muni de trois boutons : le bouton « eject » qui tue instantanément la magicienne en déclenchant l'éjection du harnais, le bouton « stop » qui bloque leur pouvoir pendant une journée, et un troisième bouton dont il est dit qu'il déclencherait quelque chose de plus terrifiant que la mort. Quand le centre envoie des magiciennes à l’extérieur, une balise est fixée sur leur harnais. Cette balise peut transmettre et recevoir des signaux pour appuyer sur le bouton « eject » en cas de rébellion.
Les magiciennes sont créées à partir de parasites extraterrestres nommés Drasills qu'on a insérés dans un corps humain et qui s'en échappent quand le corps de la magicienne est inutilisable.
Ichijiku Chisato (千怜 九, Chisato Ichijiku)
Il est l'un des principaux antagonistes de l'histoire. Ichijiku est le directeur de l'institut de recherche. Son travail est de contrôler les magiciennes. Il déploie les gens à les capturer et n'hésite pas à faire appel à tous les moyens disponibles, y compris d'autres magiciennes. Il est régulièrement convoqué par l'organisation pour transmettre les informations concernant les captures de magiciennes. Son objectif est de capturer Kotori Takatori.
Plus tard, il sert de garde-fou à Valkyria pour éviter qu'elle ne détruise le monde inutilement.
Yuki Tsuchiya (土屋 邑貴, Tsuchiya Yuki)
C'est une scientifique qui est affectée au centre, et à son arrivée se fait attaquer avec son recruteur par une magicienne qui tentait de s'évader. Après avoir vu l'extraterrestre qui reposait au centre, elle doit ensuite s'occuper de Skadi, une magicienne qui est entièrement paralysée.
Saori (沙織, Saori)
C'est une magicienne hybride de rang AA qui est envoyée dans l'usine de fabrication des gélules afin de tendre une embuscade à Kuroha. Après un court combat, elle la tue ainsi que Murakami qui s'était interposé pour tenter de la sauver. Elle fut obligée de remonter le temps d'une minute à cause de Murakami qui lui avait transpercé le cœur, et passa en position « stop ». Dans un dernier élan de désespoir, elle tenta de prendre Murakami et Kuroha par surprise mais sa balise se déclencha et appuya sur son bouton « eject ».
- Lacération : Son pouvoir est de trancher tout ce qui se trouve à moins de 6 mètres d'elle. Elle ne peut trancher qu'une chose à la fois. Ce pouvoir est très proche de celui des diclonius dans Elfen Lied, premier manga de l'auteur.
- Manipulation temporelle : Elle peut remonter dans le temps d'une minute, mais utiliser ce pouvoir déclenche son bouton « stop ».

Kikako (キカコ, Kikako)
Une autre magicienne tueuse de rang AA envoyée par le centre qui a pour objectif de neutraliser toutes les magiciennes évadées lors du transfert, dont Kuroha, Kana, Kazumi et Kotori. Elle récupère aussi les harnais pour le centre. Murakami et Kuroha interviennent pour l'arrêter, mais elle met facilement cette dernière à terre. Kotori, qui s'était attachée un peu plus loin, échangera ensuite sa place avec Kikako afin que Murakami puisse appuyer sur son bouton « stop ».
- Rayonnement : Son pouvoir est un des plus puissants parmi les magiciennes. Après avoir chargé de l'énergie pendant quelques secondes, elle peut tirer un laser de sa bouche qui peut facilement détruire des bâtiments et possède une très longue portée.

Nanami Tokô (斗光 奈波, Tokō Nanami)
Une magicienne solitaire de rang AA qui est envoyée pour récupérer Kotori. Lors de sa sortie, elle est accompagnée par un agent de Vingulf chargé de veiller sur elle car son pouvoir est extrêmement dangereux. Elle parvient à utiliser son pouvoir pour lui échapper et en profite pour savourer un peu la liberté. Elle parvient à trouver Murakami et lit ses souvenirs pour découvrir l’endroit où il cache les magiciennes évadées.
Après une altercation avec Murakami et Kotori, elle décide de rejoindre les magiciennes évadées, émue par la tristesse et la surprotection de Neko (dont elle avait changé les souvenirs). Elle meurt peu de temps après, sa balise étant éjectée par l'agent de Vingulf qui avait retrouvé ses souvenirs. Avant de mourir, elle s'efface de la mémoire de ses amies afin qu'elles ne soient pas tristes de sa mort ; seuls Murakami et Kogoro se souviennent d'elle.
- Manipulation des souvenirs : Son pouvoir est de lire les souvenirs des gens en les regardant dans les yeux. Elle peut également les effacer ou en créer de nouveaux. Elle a également créé des souvenirs chez Murakami afin de lui délivrer un message, dans un futur proche.

Mizuka (瑞花, Mizuka) / Skadi
À la suite des échecs répétés des magiciennes envoyées par le centre, elle est utilisée comme dernier recours pour trouver les magiciennes évadées. Magicienne de rang AAA, elle est entièrement paralysée et tous ses membres sont détruits sauf son bras droit, elle peut également parler malgré sa paralysie. Yuki Tsuchiya s'occupera d'elle avant de commencer sa mission. Plus elle se sert de son pouvoir, plus son organisme se détruit. Elle meurt finalement après avoir utilisé son pouvoir pour trouver Kotori Takatori.
- Prémonition : Quand elle dort, elle a la capacité de voyager dans le futur pour découvrir le destin de ses cibles. Elle peut également voyager n'importe où dans le présent, tant que cela est lié à sa mission. Pour qu'elle puisse utiliser ses pouvoirs, elle a également besoin de savoir qui est sa cible.

Mako Fujisaki (藤崎 真子, Fujisaki Mako) / Valkyria
C'est une magicienne de rang S qui serait une des plus puissantes armes du centre. On dit que son pouvoir peut détruire le genre humain. Elle est la dernière magicienne qu'envoie le centre pour capturer les magiciennes enfuies, et elle possède dix pouvoirs différents. Elle était également amie avec Kuroha Neko lorsque cette dernière était encore une Valkyrie.
Elle possède une personnalité très destructive de premier abord, mais devient craintive en présence d'Ichijiku, dont elle est amoureuse.
- Explosion : Elle a le pouvoir de détruire tout ce qu'elle voit.
- Téléportation : Elle peut se téléporter où elle le souhaite.
- Détection : Elle peut détecter des magiciennes, dans un rayon de plusieurs centaines de kilomètres.
- Régénération : Elle peut régénérer son corps s'il est détruit.
- Antimatière : Elle peut créer de l'antimatière. Une sphère blanche se forme alors dans le creux de ses mains, la quantité d'antimatière créée dépendant de sa volonté. Puis la sphère est relâchée et explose, anéantissant tout dans son champ d'action.

### Hexenjagd
Hexenjagd signifie « La chasse aux magiciennes » en allemand. Il s'agit d'une organisation secrète constituée d'anciens membres de Vingulf qui ont fait défection et qui veut exterminer les magiciennes à tout prix pour contrecarrer les plans de l'Institut. Certains de ses membres sont Allemands.
Miki (美樹, Miki)
Akane (茜, Akane)
Une scientifique du centre qui était en réalité un agent d'Hexenjagd. C'est elle qui cause l'accident lors du transfert des magiciennes (avant le début de l'histoire) et donne un portable ainsi qu'un tube à essai à Neko avant de mourir, en lui disant qu'elle serait la seule à pouvoir sauver le monde.
l'Initialisateur
Il a l'apparence d'un enfant, et peut annuler temporairement les pouvoirs des magiciennes, à condition qu'il connaisse ces pouvoirs. Il peut également détruire instantanément tout Drasill qui aurait éclot.

### Autres
Kogoro Hashiratani (柱谷 小五郎, Hashiratani Kogorō)
Il s'agit de l'oncle de Murakami qui est professeur dans une université de sciences. Il est contacté par son neveu pour qu'il aide les magiciennes, et en échange permettrait de satisfaire sa curiosité intellectuelle. Sceptique et peu confiant au début, il aide activement Murakami pour qu'il puisse sauver les magiciennes évadées.
Kitsuka Hatsuda
Une élève de troisième qui prend des cours particuliers en la personne de Ryota Murakami. À chaque fois que ce dernier vient chez elle, elle n'ose pas lui avouer ses sentiments mais devient folle de rage si une autre fille le fréquente. Elle a aussi une certaine tendance à le poursuivre où qu'il aille. Elle a une peur panique de l'eau, jusqu'à ce que Kana l'aide à vaincre sa phobie.
Takaya (高屋, Takaya)
Ancien élève de la classe de Ryota, renvoyé à la suite de faits de violence, il revient au bout de plusieurs mois. Il est fort et a entièrement confiance dans ses capacités de combat, au point de prétendre gagner à un contre cinq (toutefois sans s'en sortir indemne). Il a une personnalité très abrupte au premier abord et ne sait pas s'y prendre pour exprimer ses sentiments (ce qui ressemble souvent à de la violence ou du vandalisme primaire). Il a un faible pour Hatsuna depuis qu'il l'a vue.

## Manga
La prépublication du manga a débuté le 26 janvier 2012 dans le magazine Weekly Young Jump publié par Shueisha. Le dernier chapitre est publié le 31 mars 2016. Le premier volume relié est sorti le 18 mai 2012. La version française est éditée par Delcourt Tonkam depuis septembre 2013.

### Liste des volumes
| no | Japonais          | Japonais          | Français          | Français          |
| no | Date de sortie    | ISBN              | Date de sortie    | ISBN              |
| -- | ----------------- | ----------------- | ----------------- | ----------------- |
| 1  | 18 mai 2012       | 978-4-08-879348-1 | 25 septembre 2013 | 978-2-7595-1122-8 |
| 2  | 17 août 2012      | 978-4-08-879397-9 | 27 novembre 2013  | 978-2-7595-1123-5 |
| 3  | 19 novembre 2012  | 978-4-08-879433-4 | 12 février 2014   | 978-2-7560-5628-9 |
| 4  | 19 février 2013   | 978-4-08-879524-9 | 9 avril 2014      | 978-2-7560-5629-6 |
| 5  | 19 juin 2013      | 978-4-08-879564-5 | 2 juillet 2014    | 978-2-7560-6129-0 |
| 6  | 19 septembre 2013 | 978-4-08-879651-2 | 15 octobre 2014   | 978-2-7560-6189-4 |
| 7  | 19 décembre 2013  | 978-4-08-879669-7 | 14 janvier 2015   | 978-2-7560-6569-4 |
| 8  | 19 mars 2014      | 978-4-08-879805-9 | 11 mars 2015      | 978-2-7560-6658-5 |
| 9  | 18 avril 2014     | 978-4-08-879806-6 | 20 mai 2015       | 978-2-7560-6907-4 |
| 10 | 18 juillet 2014   | 978-4-08-879865-3 | 1er juillet 2015  | 978-2-7560-6908-1 |
| 11 | 17 octobre 2014   | 978-4-08-890055-1 | 21 octobre 2015   | 978-2-7560-7232-6 |
| 12 | 19 janvier 2015   | 978-4-08-890103-9 | 20 janvier 2016   | 978-2-7560-7543-3 |
| 13 | 17 avril 2015     | 978-4-08-890146-6 | 6 juillet 2016    | 978-2-7560-7575-4 |
| 14 | 17 juillet 2015   | 978-4-08-890229-6 | 5 juillet 2017    | 978-2-7560-8693-4 |
| 15 | 19 octobre 2015   | 978-4-08-890275-3 | 17 octobre 2018   | 978-2-7560-9873-9 |
| 16 | 19 janvier 2016   | 978-4-08-890343-9 | 3 juillet 2019    | 978-2-7560-9874-6 |
| 17 | 19 mai 2016       | 978-4-08-890387-3 | 19 mai 2021       | 978-2-7560-9875-3 |
| 18 | 19 mai 2016       | 978-4-08-890436-8 | 19 mai 2021       | 978-2-7560-9876-0 |

## Anime
L'adaptation en série télévisée d'animation est annoncée en septembre 2013. Elle est produite par le studio Arms Corporation avec une réalisation de Kenichi Imaizumi, un scénario de Yukinori Kitajima et une composition de Nao Tokisawa, et est diffusée à partir du 6 avril 2014 sur Tokyo MX. Elle est diffusée dans les pays francophones en streaming sur Anime Digital Network et à la télévision sur J-One, et dans une dizaine de pays anglophones et hispanophones sur Crunchyroll.
L'anime a aussi fait l'objet d'une sortie DVD regroupant l'intégralité de la série en version non-censurée chez Kazé.
Un épisode 11.5 est sorti sous forme d'OAV le 24 septembre 2014.

### Liste des épisodes
| No | Titre français             | Titre japonais   | Titre japonais      | Date de 1re diffusion |
| No | Titre français             | Kanji            | Rōmaji              | Date de 1re diffusion |
| -- | -------------------------- | ---------------- | ------------------- | --------------------- |
| 01 | En t'attendant             | きみを待ちながら | Kimi o machinagara  | 6 avril 2014          |
| 02 | Les magiciennes            | 魔法使い         | Mahōtsukai          | 13 avril 2014         |
| 03 | Les gélules                | 鎮死剤           | Chinshizai          | 20 avril 2014         |
| 04 | Souvenirs oubliés          | 失われた記憶     | Ushinawareta kioku  | 27 avril 2014         |
| 05 | Observation astronomique   | 天体観測         | Tentaikensoku       | 4 mai 2014            |
| 06 | La Raison de mon sourire   | 微笑の理由       | Bishō no riyuu      | 11 mai 2014           |
| 07 | Un petit espoir            | 希望のかけら     | Kibō no kakera      | 18 mai 2014           |
| 08 | La Dernière Piste          | 残された手がかり | Nokosareta tegakari | 25 mai 2014           |
| 09 | Faux souvenirs             | 模造の記憶       | Mozō no kioku       | 1er juin 2014         |
| 10 | La Preuve de mon existence | 生きている証     | Ikite iru akashi    | 8 juin 2014           |
| 11 | Retrouvailles imprévues    | 突然の再会       | Totsuzen no saikai  | 15 juin 2014          |
| 12 | La Chasse aux magiciennes  | 魔女狩り         | Majogari            | 22 juin 2014          |
| 13 | Ce que je veux protéger    | 守りたいもの     | Mamoritaimono       | 29 juin 2014          |

### Musique
| Générique | Épisodes | Début                                    | Début                           | Fin           | Fin                                          |
| Générique | Épisodes | Titre                                    | Artiste                         | Titre         | Artiste                                      |
| --------- | -------- | ---------------------------------------- | ------------------------------- | ------------- | -------------------------------------------- |
| 1         | 1 – 9    | BRYNHILDR IN THE DARKNESS -ver. EJECTED- | Nao Tokisawa                    | Ichiban Hoshi | Risa Taneda, Aya Suzaki, MAO, Azusa Tadokoro |
| 2         | 10 – 13  | Virtue and Vice                          | Fear, and Loathing in Las Vegas | Ichiban Hoshi | Risa Taneda, Aya Suzaki, MAO, Azusa Tadokoro |

### Doublage
| Personnages            | Personnages            | Voix japonaises |
| ---------------------- | ---------------------- | --------------- |
| Ryōta Murakami         | Ryōta Murakami         | Ryota Ohsaka    |
| Neko Kuroha            | Neko Kuroha            | Risa Taneda     |
| Kana Tachibana         | Kana Tachibana         | Aya Suzaki      |
| Kazumi Schlieren-Sauer | Kazumi Schlieren-Sauer | M.A.O           |
| Kotori Takatori        | Kotori Takatori        | Azusa Tadokoro  |
| Ichijiku               | Ichijiku               | Hiroki Touchi   |

## Produits dérivés
Un light novel intitulé Gokukoku no Brynhildr: The Moment est sorti le 18 avril 2014 au Japon,.